# Dimítrios Tsiámis
Dimítrios Tsiámis (en grec moderne : Δημήτριος Τσιάμης, né le 12 janvier 1982 à Karditsa) est un athlète grec, spécialiste du triple saut.

## Biographie
Il a terminé 8e des Championnats du monde en salle de Moscou en 2006. Sa meilleure performance est de 17,55 m, réalisée en juin 2006 à Thessalonique, record de Grèce. Il a remporté la médaille d'argent aux Jeux méditerranéens 2009 et à ceux de 2013.
Le 12 août 2018, à 36 ans, Dimítrios Tsiámis remporte sa première médaille internationale, à l'occasion des championnats d'Europe de Berlin. Avec un saut à 16,78 m, sa meilleure performance de la saison, le Grec décroche le bronze derrière le Portugais Nelson Évora (17,10 m) et l'Azerbaïdjanaias Alexis Copello (16,93 m).

## Palmarès
| Date | Compétition                       | Lieu         | Résultat | Marque  |
| ---- | --------------------------------- | ------------ | -------- | ------- |
| 2001 | Championnats d'Europe juniors     | Grosseto     | 7e       | 15,58 m |
| 2006 | Championnats du monde en salle    | Moscou       | 8e       | 16,94 m |
| 2007 | Championnats du monde             | Osaka        | 12e      | 16,59 m |
| 2009 | Jeux méditerranéens               | Pescara      | 2e       | 16,98 m |
| 2010 | Championnats d'Europe             | Barcelone    | 13e      | 16,31 m |
| 2012 | Championnats des Balkans en salle | Istanbul     | 1er      | 16,45 m |
| 2012 | Championnats d'Europe             | Helsinki     | 9e       | 16,52 m |
| 2012 | Championnats des Balkans          | Eskisehir    | 1er      | 16,64 m |
| 2013 | Jeux méditerranéens               | Mersin       | 2e       | 17,00 m |
| 2013 | Championnats du monde             | Moscou       | 10e      | 16,66 m |
| 2014 | Championnats d'Europe par équipes | Tallinn      | 3e       | 16,20 m |
| 2014 | Championnats d'Europe             | Zurich       | 10e      | 16,39 m |
| 2015 | Championnats d'Europe par équipes | Heraklion    | 2e       | 16,14 m |
| 2016 | Championnats des Balkans en salle | Istanbul     | 1er      | 16,41 m |
| 2017 | Championnats des Balkans en salle | Belgrade     | 3e       | 16,05 m |
| 2017 | Championnats d'Europe par équipes | Lille        | 5e       | 16,55 m |
| 2018 | Championnats des Balkans          | Stara Zagora | 1er      | 16,67 m |
| 2018 | Championnats d'Europe             | Berlin       | 3e       | 16,78 m |
| 2019 | Championnats des Balkans en salle | Istanbul     | 4e       | 15,94 m |
| 2019 | Championnats d'Europe par équipes | Bydgoszcz    | 6e       | 16,25 m |
| 2019 | Championnats des Balkans          | Pravetz      | 4e       | 16,37 m |
| 2021 | Championnats d'Europe en salle    | Toruń        | 7e       | 16,40 m |

## Records
| Épreuve     | Épreuve   | Marque       | Lieu          | Date            |
| ----------- | --------- | ------------ | ------------- | --------------- |
| Triple saut | Plein air | 17,55 m (NR) | Thessalonique | 18 juin 2006    |
| Triple saut | En salle  | 17,12 m (NR) | Peania        | 18 février 2006 |